# King of Snake
King of Snake – utwór zespołu Underworld, wydany nakładem własnym jako singel 8 maja 1998 roku. W roku następnym został opublikowany w kilku wersjach jako remiks.
W jego budowie muzycznej wykorzystany został podkład basowy z piosenki „I Feel Love” Giorgia Morodera, zaśpiewanej przez Donnę Summer.
Utwór doszedł do 17. miejsca na liście UK Singles oraz do 1. na UK Independent i 2. na UK Dance Singles Chart.  

## Wydanie
„King of Snake” został wydany jako singel nakładem własnym jako singiel 8 maja 1998 roku w (Wielkiej Brytanii)
16 sierpnia 1999 roku został wydany w kilku wersjach nakładem Junior Boy’s Own i V2 Records.
Wydanie europejskie zawierało singiel z dołączonym teledyskiem
8 września 1999 roku w Japonii wydany został maxi singel z wersją oryginalną i remiksami

## Lista utworów

### Wydanie autorskie
Lista według Discogs:
| A. | King Of Snake | 6:31  |
|    |               |       |
|    |               | 06:31 |
|    |               |       |

### Wydanie brytyjskie
Lista według Discogs:
| 1. | King Of Snake (Straight (Mate) Mix) | 3:54  |
|    |                                     |       |
| 2. | King Of Snake (Fatboy Slim Remix)   | 6:57  |
|    |                                     |       |
| 3. | King Of Snake (Slam Remix)          | 7:32  |
|    |                                     |       |
|    |                                     | 18:23 |
|    |                                     |       |
Personel:
- autorzy – Donna Summer, Giorgio Moroder, Peter Bellotte, Underworld
- inżynierowie dźwięku, miksowanie – Mike Nielsen, Rick Smith, Tom Morrison
- produkcja – Rick Smith

### Wydanie europejskie
Lista według Discogs:
| 1. | King Of Snake (Straight (Mate) Mix) | 3:50  |
|    |                                     |       |
| 2. | King Of Snake (Fatboy Slim Remix)   | 6:57  |
|    |                                     |       |
|    |                                     | 10:47 |
|    |                                     |       |
King Of Snake (Video) – 3:53

### Wydanie japońskie
Lista według Discogs:
| 1. | King Of Snake (Straight (Mate) Mix)                     | 3:53  |
|    |                                                         |       |
| 2. | King Of Snake (Fatboy Slim Remix)                       | 6:56  |
|    |                                                         |       |
| 3. | King Of Snake (Ashley Beedle's Save Our Discos Re-Edit) | 8:31  |
|    |                                                         |       |
| 4. | King Of Snake (Dave Clarke Remix)                       | 6:06  |
|    |                                                         |       |
| 5. | King Of Snake (Barking Mix)                             | 3:54  |
|    |                                                         |       |
| 6. | King Of Snake                                           | 7:31  |
|    |                                                         |       |
| 7. | King Of Snake (Original Version)                        | 8:56  |
|    |                                                         |       |
|    |                                                         | 45:47 |
|    |                                                         |       |
Video – King Of Snake (Barking Mix) (Video)	 – 3:53

## Odbiór

### Opinie krytyków
| Recenzje   | Recenzje |
| Publikacja | Ocena    |
| ---------- | -------- |
| Pitchfork  | 9.5/10   |

King of Snake w opinii Steve’a Taylora to „wysokoenergetyczny powrót do piosenki I Feel Love Giorgia Morodera, zaśpiewanej przez Donnę Summer, do której Smith i Emerson dodali odrobinę własnej inspiracji. Linia basowa (...) łączy się tu z fortepianem z włoskiej [muzyki] house, zaś Hide po raz kolejny rzuca mimochodem bezsensowne strofy o Tomie i Jerrym”
Wysoko ocenił utwór Paul Cooper magazynu Pitchfork dając mu 9.5 pkt na 10 możliwych i nazywając go „oszalałą bestią na sali wrzeszczących upiorów pod przewodnictwem Karla Hyde’a”. Wszystkie miksy utworu recenzent uznał za „równie znakomite”,  ale w podsumowaniu stwierdził, że „choć można znaleźć pretendentów do tronu, to King of Snake jest tylko jeden”.
Gavin Miller z Drowned in Sound określił utwór jako „radosny, festiwalowy”.

### Listy tygodniowe
| Kraj            | Lista                        | Pozycja |
| --------------- | ---------------------------- | ------- |
| Szkocja         | Scottish Singles Chart       | 22      |
| Wielka Brytania | UK Singles Chart             | 17      |
| Wielka Brytania | UK Dance Singles Chart       | 2       |
| Wielka Brytania | UK Independent Singles Chart | 1       |